# Stars: The Best of 1992–2002
Stars: The Best of 1992–2002 – szósty album zespołu The Cranberries. Jest on składanką najlepszych piosenek z lat 1992–2002. Zawiera też dwa nowe tytuły: „New New York” i „Stars”.

## Lista utworów
1. „Dreams” – 4:15
2. „Linger” – 4:34
3. „Zombie” – 5:07
4. „Ode to My Family” – 4:31
5. „I Can't Be With You” – 3:07
6. „Ridiculous Thoughts” – 3:36
7. „Salvation” – 2:24
8. „Free to Decide” – 3:23
9. „When You’re Gone” – 3:52
10. „Hollywood” – 4:19
11. „Promises” – 3:32
12. „Animal Instinct” – 3:32
13. „Just My Imagination” – 3:13
14. „You & Me” – 3:17
15. „Analyse” – 4:06
16. „Time Is Ticking Out” – 3:01
17. „This Is the Day” – 4:15
18. „Daffodil Lament” – 6:06
19. „New New York” – 4:09
20. „Stars” – 3:31